# باچ‌بورشود
{{Infobox Hungarian settlement
| name = باچ‌بورشود
| image_skyline =
| region = Dél-Alföld
| county = باچ-کیش‌کون
| subregion = بایا
| rank = روستا
| postal_code = ۶۴۵۴
| area_code = ۷۹
| area_total_km2 = ۷۷٫۵۲
| coordinates = ۴۶°۰۵′۳۹″شمالی ۱۹°۰۹′۳۲″شرقی / ۴۶٫۰۹۴۳۰°شمالی ۱۹٫۱۵۹۰۲°شرقی
| website = www.bacsborsod.hu
| ksh_code = ۲۷۲۳۴
| population_total = ۱۲۴۵
| population_as_of = ۱ ژانویه ۲۰۰۸
| population_footnotes =باچ‌بورشود (به مجاری: Bácsborsód) یک شهرداری در مجارستان است که در ناحیه باچ‌الماش واقع شده‌است. باچ‌بورشود ۷۷٫۵۲ کیلومتر مربع مساحت و ۱٬۲۴۵ نفر جمعیت دارد.